# Річард Лоренц
Річард Реналд Лоренц (англ. Richard Lorenc, нар. 3 грудня 1951) — колишній футбольний арбітр з Австралії. Арбітр ФІФА у 1987—1995 роках.

## Кар'єра
Працював помічником арбітра на чемпіонаті світу з футболу 1990 року в Італії, де в статусі бокового арбітра працював на матчах Австрія-Чехословаччина та Ірландія-Нідерланди.
Як головний арбітр працював на молодіжних чемпіонатах світу 1987 та 1993 років., а також у кваліфікації на чемпіонат світу 1994 року.
Загалом судив міжнародні матчі за період з 1987 до 1995 року..
По завершенні суддівської кар'єри став функціонером. З липня 2009 року є координатором арбітрів Нового Південного Уельсу.